# Rupela saetigera
Rupela saetigera là một loài bướm đêm trong họ Crambidae.